# 358 Dywizja Piechoty (III Rzesza)
358 Dywizja Piechoty (niem. 358. Infanterie-Division) – niemiecka dywizja z czasów II wojny światowej, sformowana w rejonie Krakowa na mocy rozkazu z 10 marca 1940 roku, w 9. fali mobilizacyjnej przez VIII Okręg Wojskowy.

## Struktura organizacyjna
- Struktura organizacyjna w marcu 1940 roku:

644., 645. i 646. pułk piechoty, 358. bateria artylerii, 358. szwadron rozpoznawczy, 358. kompania łączności

## Dowódca dywizji
- Generalmajor Pilz 10 III 1940 – 23 VIII 1940